# أليكس سونغ

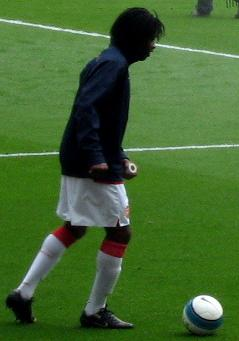
أليكساندر سونغ

أليكساندر سونغ بيلونغ Alexandre Song، من مواليد 9 سبتمبر 1987 في دوالا في الكاميرون، لاعب كرة قدم كاميروني وهو ابن شقيق نجم منتخب الكاميرون لكرة القدم ريغوبرت سونغ.
بدأ مسيرته الكروية مع نادي رديف باستيا الفرنسي في موسم 2003/2004، ولعب معهم 24 مباراة، وفي عام 2004 انتقل إلى نادي باستيا الفرنسي، ولعب معهم حتى عام 2006، وشارك معهم في 32 مباراة، وفي موسم 2005/2006 أعير إلى نادي آرسنال الإنجليزي، وشارك معهم في 5 مباريات، ومنذ عام 2006 وهو يلعب مع نادي آرسنال الإنجليزي، وفي عام 2007 أعير إلى نادي تشارلتون أثلتك الإنجليزي، وشارك معهم في 12 مباراة. وفي عام 2012 اتنقل لنادي برشلونة الإسباني ولعب لهم لغاية 2014، وفي 2014 إنتقل إلى أستون فيلا الإنجليزي.
ومنذ عام 2007 وهو يلعب مع منتخب الكاميرون لكرة القدم.

## روابط خارجية
- أليكس سونغ على موقع الاتحاد الدولي (مؤرشف)  (الإنجليزية)
- أليكس سونغ على موقع الاتحاد الأوربي (الإنجليزية)
- أليكس سونغ على موقع قاعدة بيانات كرة القدم.إي يو (الإنجليزية)
- أليكس سونغ على موقع بيانات كرة القدم. دي إي (الألمانية)
- أليكس سونغ على موقع ليكيب (الفرنسية)
- أليكس سونغ على موقع ناشيونال فوتبول تيمز (الإنجليزية)
- أليكس سونغ على موقع Soccerbase.com (لاعب) (الإنجليزية)
- أليكس سونغ على موقع Soccerway.com (الإنجليزية)
- أليكس سونغ على موقع عالم كرة القدم.نت (الإنجليزية)
- أليكس سونغ على موقع أوليمبيديا (الإنجليزية)